# Bodotria vertebrata
Bodotria vertebrata is een zeekommasoort uit de familie van de Bodotriidae. De wetenschappelijke naam van de soort is voor het eerst geldig gepubliceerd in 1978 door Day.